# الشيخ فانتامادي كومارا
الشيخ فانتامادي كومارا (بالفرنسية: Cheick Fantamady Camara)‏ (1960 - 7 يناير 2017) كان مُخرجا غينيا. خلال مسيرته الفنية، أخرج فيلمين قصيرين وفيلمين روائيين. فاز فيلمه لعام 2006 «ستُمطر في كوناكري» (بالفرنسية: Il va pleuvoir sur Conakry)‏ بجائزة (بالفرنسية: Prix RFI du Public)‏ في المهرجان الأفريقي للسينما والتلفزيون في واغادوغو في بوركينا فاسو لعام 2007 وبجائزة عثمان سمبين في مهرجان خريبكة للسينما الأفريقية في المغرب سنة 2008.

## طفولته ومساره الدراسي
ولد الشيخ فانتامادي كومارا سنة 1960 في كوناكري عاصمة غينيا. درس كتابة السيناريو في المعهد الوطني للسمعيات والبصريات أثناء إقامته في فرنسا، وتخرج من نفس المعهد سنة 1997 وقد بلغ الأربعينيات حينها. بعد عام، أي في عام 1998، درس الإخراج السينمائي في كلية لويس لوميير في فرنسا.

## مساره الفني
بدأ كامارا مساره الفني بإخراج فيلمين قصيرين، هُما "كونوروفيلي" سنة 2000 و"بي كونكو" سنة 2004. أخرج بعد ذلك فيلمين روائيين هُما "ستُمطر في كوناكري سنة 2006 و "موربايسا" سنة 2010.
فاز كامارا بجائزة (بالفرنسية: Prix RFI du Public)‏ في دورة سنة 2007 من المهرجان الأفريقي للسينما والتلفزيون في واغادوغو في بوركينا فاسو وجائزة عثمان سمبين في مهرجان خريبكة للسينما الأفريقية في المغرب سنة 2008، وهاتين الجائزتين عن فيلمه «ستُمطر في كوناكري».

## أعماله
| السنة | عُنوان الفيلم بالعربية | العُنوان الأصلي للفيلم      | النوع           | مُلاحظات             | مراجع |
| ----- | --------------------- | -------------------------- | --------------- | ------------------- | ----- |
| 2000  | كونوروفيلي            | Konorofili                 | فيلم قصير       |                     |       |
| 2004  | بي كونكو              | Bé Kunko                   | فيلم قصير       |                     |       |
| 2006  | ستُمطر في كوناكري      | Il va pleuvoir sur Conakry | فيلم روائي طويل | فاز الفيلم بجائزتين | [ 5 ] |
| 2010  | موربايسا              | Morbayssa                  | فيلم روائي طويل |                     |       |

## وفاته
توفي كامارا يوم 7 يناير 2017 عن عمر يناهز 57 عامًا.

## روابط خارجية
الشيخ فانتامادي كومارا على موقع IMDb (الإنجليزية)
- الشيخ فانتامادي كومارا على موقع ألو سيني (الفرنسية)
- الشيخ فانتامادي كومارا على موقع أول موفي (الإنجليزية)
- الشيخ فانتامادي كومارا على موقع قاعدة بيانات الأفلام السويدية (السويدية)
- الشيخ فانتامادي كومارا على موقع قاعدة بيانات الفيلم (الإنجليزية)
- الشيخ فانتامادي كومارا على موقع كينوبويسك (الروسية)